# ニムルドの象牙製品
本項では、アッシリアの都市ニムルド（現在のイラク、ニーナワー県）において19世紀から20世紀に発見された、前9世紀から前7世紀の小さな彫刻および飾り板の象牙製品群（ニムルドの象牙製品）について解説する。ニムルドの象牙製品の大部分はメソポタミアの外に起源を持っており、レヴァントおよびエジプトで作られたものであると考えられている。また、製品にフェニキア語碑文が多数含まれていることから、しばしばフェニキア人と関連づけられる。これらはフェニキアの金属製容器（同時に発見されたが、フェニキア人のものと特定されたのは最近である）と共にフェニキア美術研究の基礎資料である。しかしながら、フェニキア本土や主要なフェニキア人植民地（カルタゴ、マルタ、シチリアなど）でこうした容器や象牙の発見例（あるいは同様の特徴を持った品）が他にないことが重大な問題となっている。
大部分は元の状態から断片化しており、1000点を超える断片とより細かい小さな破片が多数ある。これらはそれぞれの地域に典型的なモチーフが彫られており、各種の家具、戦車、馬具、武器、小さな携行品など様々な高級品を飾るのに使用されていた。象牙製品の多くは元来は金箔や半貴石で装飾されていたが、こうした装飾は最終的に土に埋もれる前には剥ぎ取られていた。ある遺物の一群は明らかに宮殿の未使用家具用の倉庫であったと思われる場所から発見された。多くは井戸の底から発見されている。これは明らかに（記録の乏しいアッシリア帝国が崩壊した）前616年から前599年にかけて、ニムルドが略奪された時に放り込まれたものであろう。

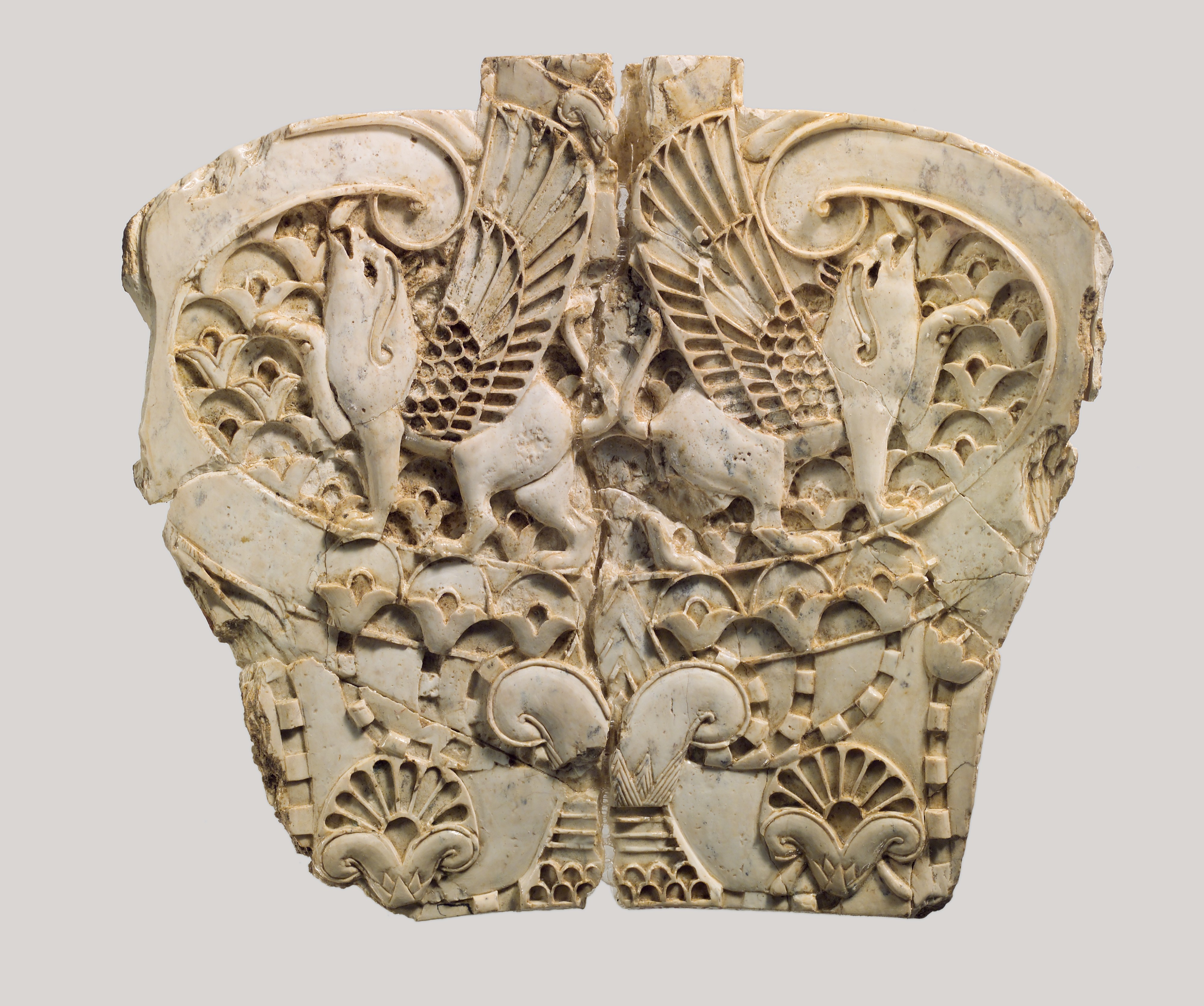
フェニキア様式で花畑の中に2頭のグリフォンが描かれた七宝の家具用飾り板。メトロポリタン美術館収蔵。

これら象牙製品の多くはイギリスによって採集され、（所有者ではないが）大英博物館に収蔵された。また、かなりの数がイラクの機関の所有となっているが、戦争と略奪によって多くが失われたり損傷を受けたりしている。世界各地の博物館も関連する象牙製品のコレクションを保有している。

## 解説
ニムルドの象牙製品にはスフィンクス、ライオン、ヘビ（serpents）、人々、花、幾何学模様が複雑に彫刻された飾り板、女性の頭部、女性の人物像の彫刻などがある。これらはエジプトやレヴァントなどを含む古代オリエントの様々な地域で彫刻されたもので、アッシリアの現地で彫刻されたものは比較的少数である。原材料として使われた象牙は元々は当時の中近東における現地固有種であったシリア象から得られたものであった。しかし、前8世紀までにシリア象は絶滅寸前まで狩猟され、この時期以降はインド、またより多くはアフリカから輸入された象牙が使用されるようになった。
ニムルドの象牙製の飾り板は戦車（chariots）、家具、馬用の装飾品（horse trappings）を飾るために使われていたと考えられ、元来は金箔やラピスラズリのような半貴石で装飾されていたと見られる。いくつかの品には今なお金箔の痕跡が残されている。ニムルドで収蔵された象牙製品の多くはその時点において既に数世紀前のものであり、当時のファッションとしては時代遅れであったかもしれない。金箔は恐らく倉庫に保管される前に象牙から剥ぎ取られたか、あるいは新バビロニアによって前612年にニムルドが略奪・破壊された時に持ち去られたのかもしれない。

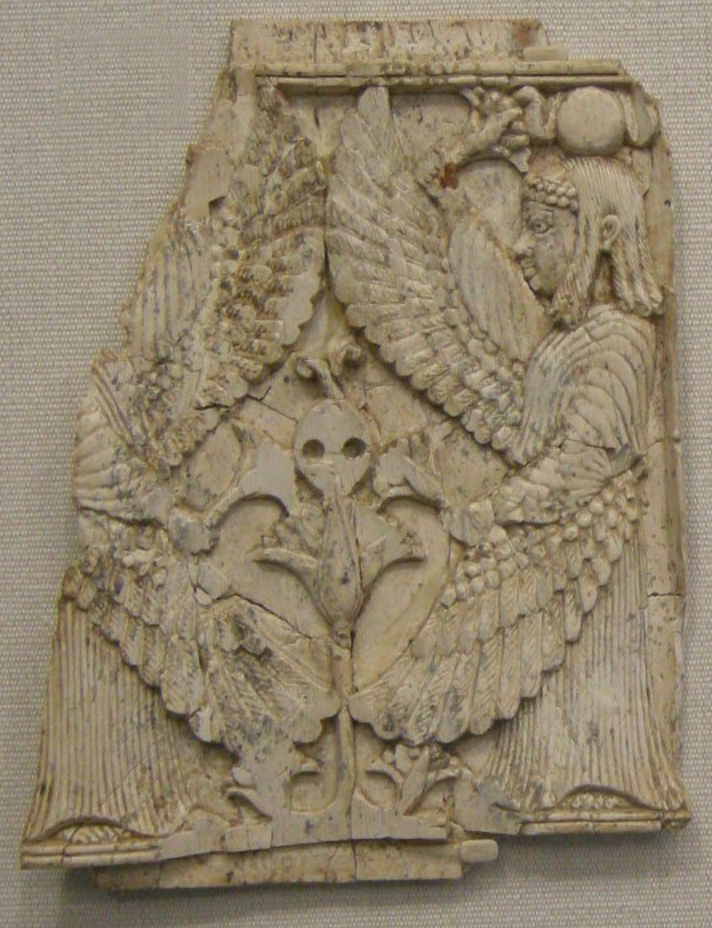
飾り板

象牙製品のいくつかはフェニキア文字が背面に刻まれており、これは家具に象牙製品が装着されていた家具を組み立てるためのガイドとして使用されたものであると考えられている。フェニキア文字が象牙製品に登場することから、製作者がフェニキアの職人であることがわかる。
飾り板に加え、女性の頭部を彫刻した小さな象牙製品がニムルドから多数発見されている。これらは高さがほぼ1インチまたは2インチのものだけであるが、5インチを超えるものも僅かにある。女性像の多くが平らな帽子（flat cap）を被っている。この帽子は現代のイスラエルにある遺跡、テル・メギドで発見された、遥かに昔の象牙製品に描かれた帽子と酷似している。ニムルドで見つかった象牙製の彫刻で一般的なもう一つの形式は背中合わせに結合された裸婦像で、扇や鏡の持ち手あるいは家具の装飾として使用されたと考えられている。
象牙製の飾り板には多種多様なテーマが採用されている。いくつかは純粋なアッシリア様式 であり、いくつかにはエジプトの人々や神々、さらにはエジプトのヒエログリフが刻まれているなどエジプトの影響が見られる。しかしながら、エジプトのテーマはしばしば曲解されており、ヒエログリフは正確な名前を構成するようになっていないことから、これらはエジプト美術の低品質な模倣であると考えられる。
ニムルドで発見された象牙製品の数は他のどのアッシリアの遺跡よりも遥かに多く、その多くが地中海沿岸の都市から戦利品または奢侈品として輸入されたものであると考えられる。数世紀を経て、こうした製品は時代遅れのものとなり倉庫の中にしまわれたと見られる。

## 発見

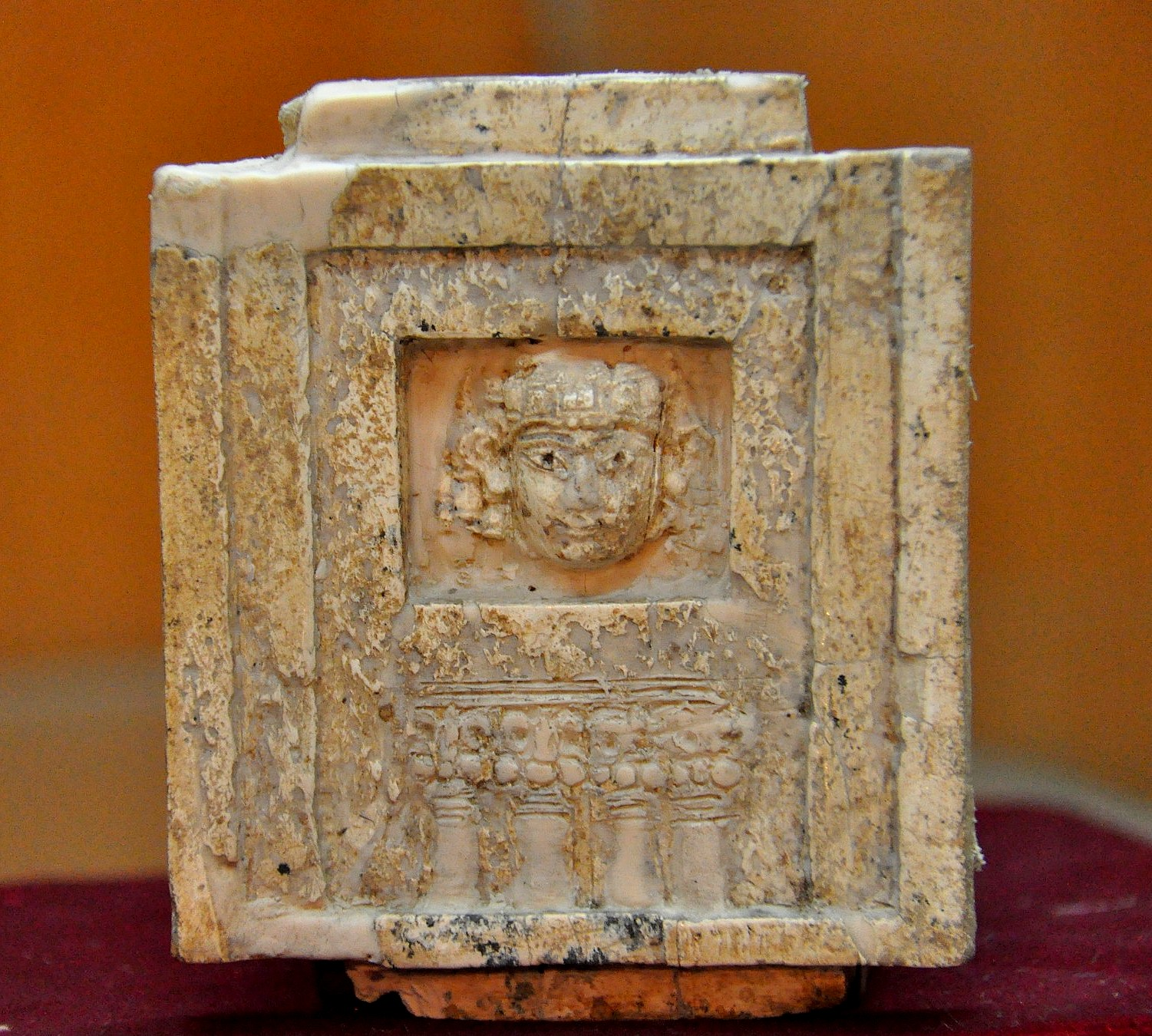
「窓辺の女性（"The lady at the window"）」スレイマニヤ博物館（Sulaymaniyah Museum、イラク）収蔵。

### レヤード（1845）
象牙製品の中で最初に見つかったグループは、ニムルドがアッシリアの首都であったシャルマネセル3世（在位：前859年-前824年）の宮殿跡から発見されたものである。この宮殿は1845年にオースティン・ヘンリー・レヤードによって発掘初日に発見され、翌日には最初の象牙製品が出土した。

### ロフタス（1854-1855）

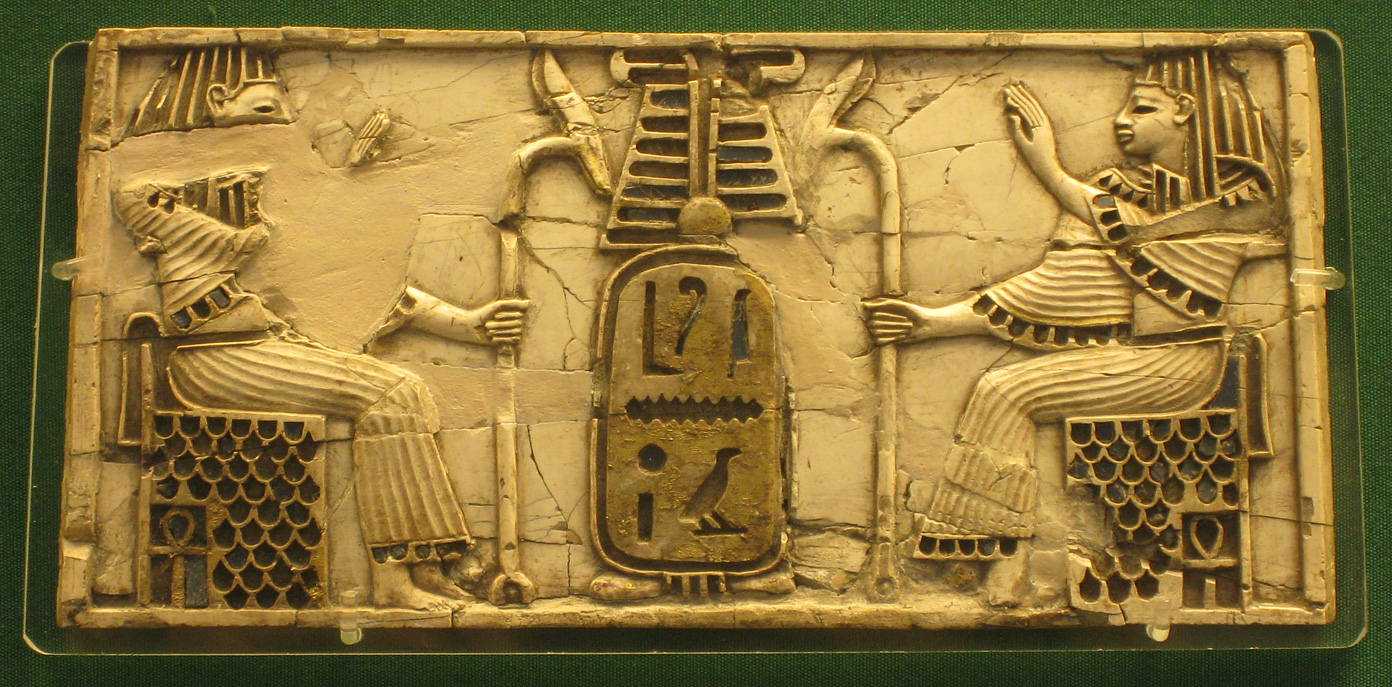
エジプトで作成された飾り板。

1854年から1855年にかけてのウィリアム・ケネット・ロフタスによる発掘で更に多くの象牙製品が発見された。これらは「南西宮殿（South-East Palace）」または「焼けた宮殿（Burnt Palace）」と呼ばれる建物から発見された。ロフタスは発見時の状況について、1855年2月のJournal of Sacred Literature紙への手紙で次のように説明している。
ニムルドの南西宮殿から美しい象牙製品、玉座、家具などの大規模なコレクションが発見された。これらは鋲、枠、溝で組み立てられていたが、完全なアッシリアのパズルで、上に座るのは少々危険であった！多くのものに金メッキやエナメルの痕跡が見られ、恐らくはかつてこれらを飾っていた金や宝石を取り外すために分解されたのであろう。コレクション全体にエジプト・アッシリア式（Egypto-Assyrian）の特徴がはっきりと見られ、完全にエジプト式の人物像頭部とアッシリアの雄牛とライオンが合成されている。このエジプト様式で描かれた頭部はどれも素晴らしいものであった。品々の中にはメイス、ダガーの柄、椅子やテーブルの一部（アッシリア人がその種のものを使用した疑いのない証拠がある）もある。背中合わせの人物像によって軸が作られ、花柄の柱頭を支えている。箱や壺（vase）もあり、全てが精巧に彫刻されていた。アッシリア人はベニヤ（張り板、veneering）の達人であり、それぞれの層が聖なる紋章やライオン狩りの絵柄によって精緻に装飾されていた。3つの碑文のうち2つからフェニキア語の碑文が見つかった。これらは部屋に積もっていた木の灰の中に散らばっていた。炎による直接的な焼損からは免れたものの、木が燻る中に横たわっていたために黒ずんでいる。私は馬一頭で運べるだけの品々（a horse-load of objects）を準備し、ゼラチンで煮る準備をするために可能な限り速やかに組み立てている。まず土を上から除去しなければならないので、まだ部屋全体を探索していない。明日掘り下げることを提案する。

### マローワン（1949-1963）

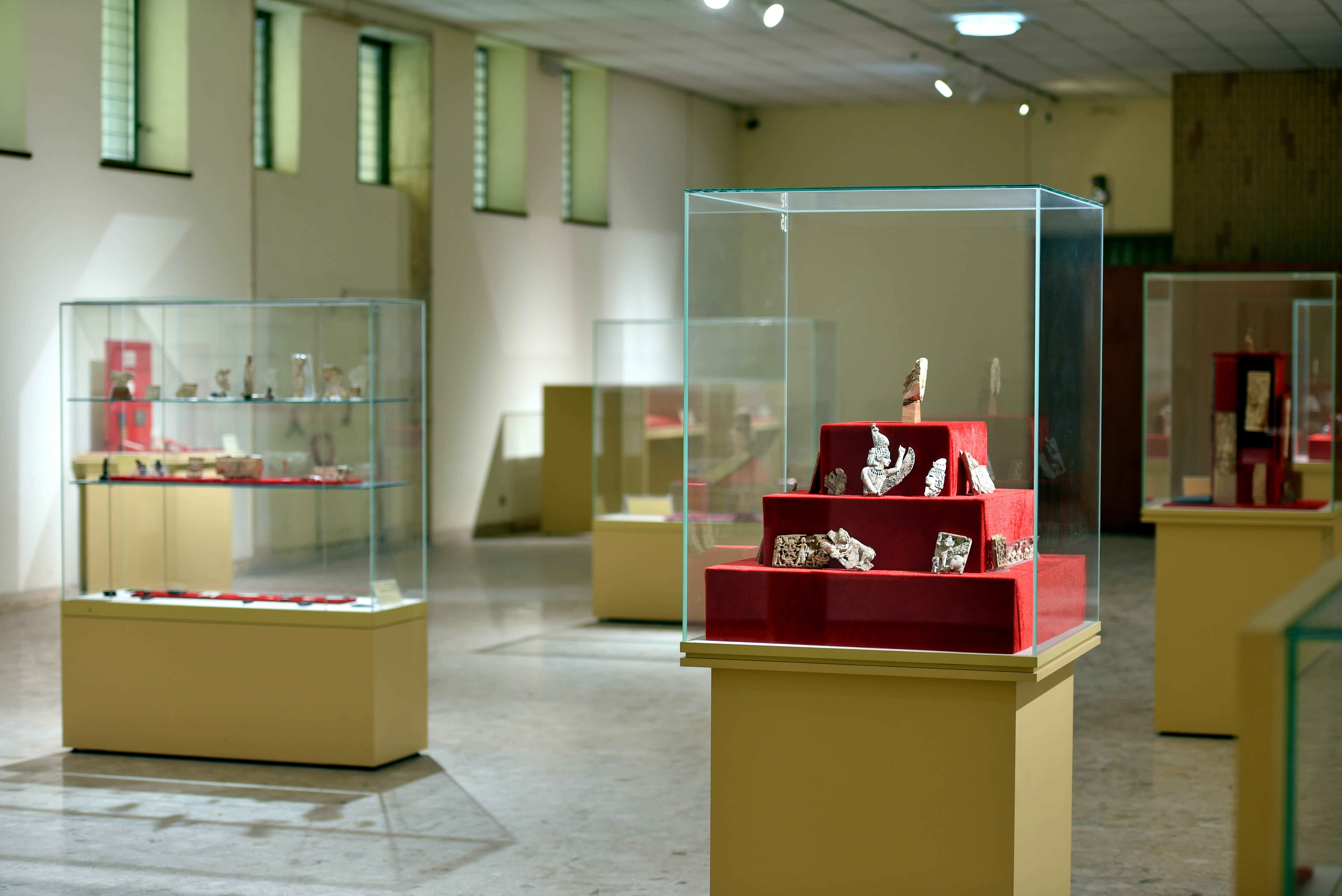
イラク博物館（バグダード）のニムルドの象牙のホール（The Hall of Nimrud Ivories）。このホールに展示されているニムルドの象牙製品の数は他のどの博物館よりも多い。

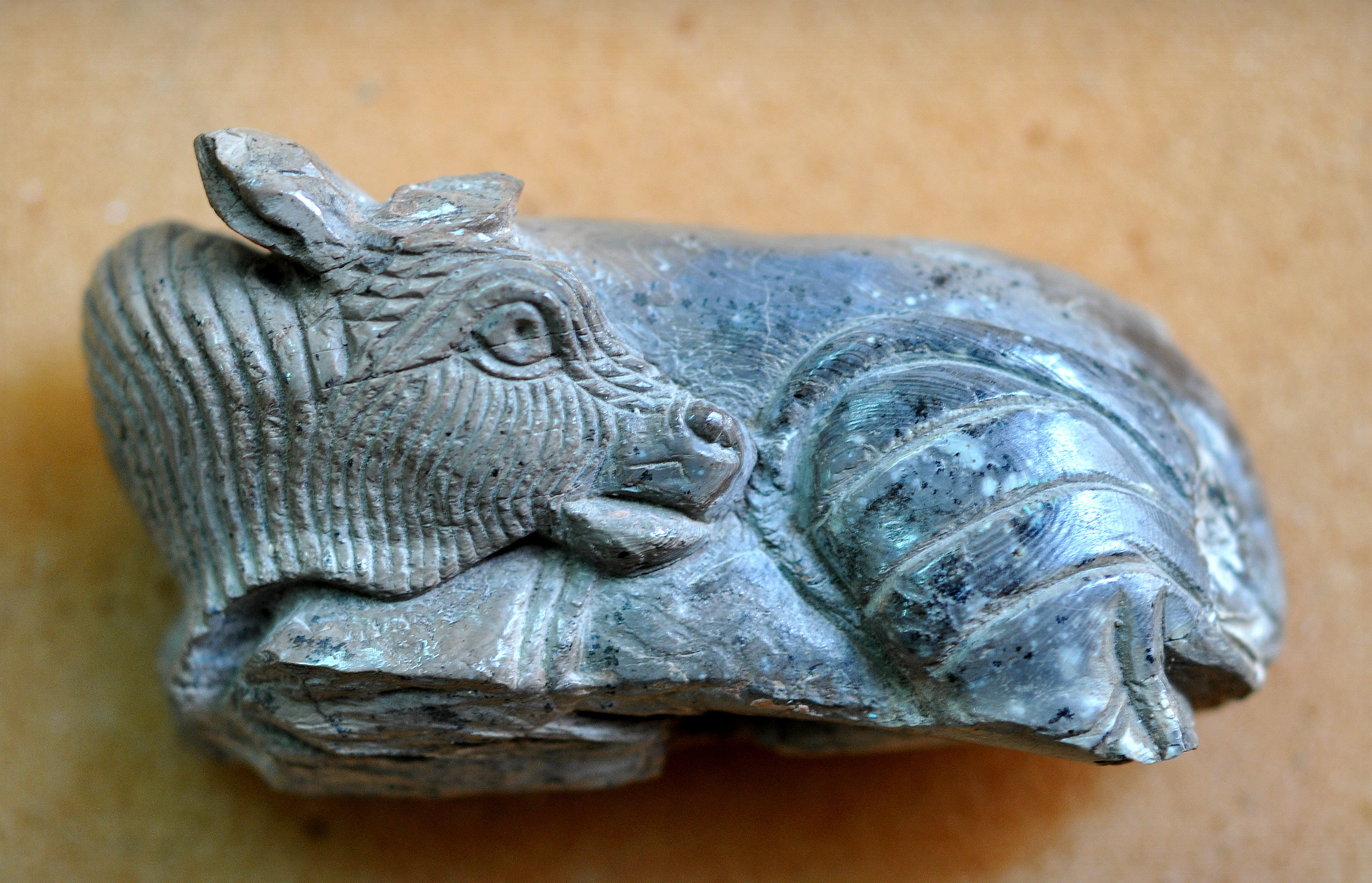
くつろぐ雄牛（A supine bull）。マックス・マローワン卿によって発見されたニムルドの象牙製品の1つ。イラク、スレイマニヤ博物館収蔵。

1949年から1963年の間のマックス・マローワンが率いるイギリス・イラク考古学学校のチームによる発掘で更なる発見がもたらされた。マローワンは数千個の象牙製品を発見した。その多くは井戸の底から発見され、恐らくは前705年のサルゴン2世の死後の混乱の際か、前612年のニネヴェ陥落と共にニムルドが略奪を被った際にそこに投げ込まれたものと見られる。マローワンの妻は有名なイギリスのミステリ作家（crime novelist）アガサ・クリスティー（1890年-1976年）であった。彼女は考古学に興味を持ち、夫のニムルド発掘に同行していた。クリスティーは写真撮影を手伝い、発掘中に見つかった象牙製品の多くを保存した。彼女は自伝において細い編み棒（knitting needle）、オレンジ・スティック（爪の手入れに使う化粧道具）、フェイスクリームを使って象牙製品をクリーニングしたことを書いている。
マローワンによって発見された象牙製品のコレクションはイラクとイギリスで分けられ、イギリスが保有するものは1987年までイギリス・イラク考古学学校（後のイギリス・イラク研究所）に保管されていた。その後、2011年までは大英博物館の倉庫にしまわれたが、展示されていなかった。イラクが保有する象牙製品の多くは失われたか損傷を受けた。2003年のイラク戦争の後、バグダードのイラク国立博物館は略奪され、保管されていた象牙製品の多くが破壊されるか盗まれた。バグダードの銀行の金庫に保管されていた象牙製品は、銀行が砲撃を受けた際、浸水によって被害を受けた。
2011年3月、大英博物館は資金提供キャンペーン（このキャンペーンでは6か月で75万ユーロが集まった）と国家遺産記念基金（National Heritage Memorial Fund）および芸術基金（Art Fund）の後援を受けてイギリス・イラク研究所からマローワンが発掘した象牙製品の3分の1（完全な状態の象牙製品1000個と、5000個の断片からなる）を117万ユーロで購入した。これは第二次世界大戦以降、大英博物館による美術品の購入では2番目に高い金額である。
これに加えて、イギリス・イラク研究所は過去24年間以上の大英博物館による保存を評価し、さらにコレクションの3分の1を寄付した。残る3分の1は将来、イラクに返還される予定である。この象牙製品から選別されたものが2011年3月14日から大英博物館で展示されている。

### オーツ 1957-1963
単品で最大の象牙製品は1957年から1963年の間にデーヴィッド・オーツ（David Oates）が指揮するブリティッシュ・スクールのチームがニムルドの宮殿で「象牙の部屋、ivory room」と呼ばれる部屋を発見した時に見つかった。この部屋は明らかにアッシリア王たちがため込んだ象牙製品のための主保管場所として使用されていた。その後のイラク考古省の発掘調査によって更に象牙製品が発見されている。

### その他の発見
イラク考古省による近年の発見でさらに象牙製品が発掘されている。

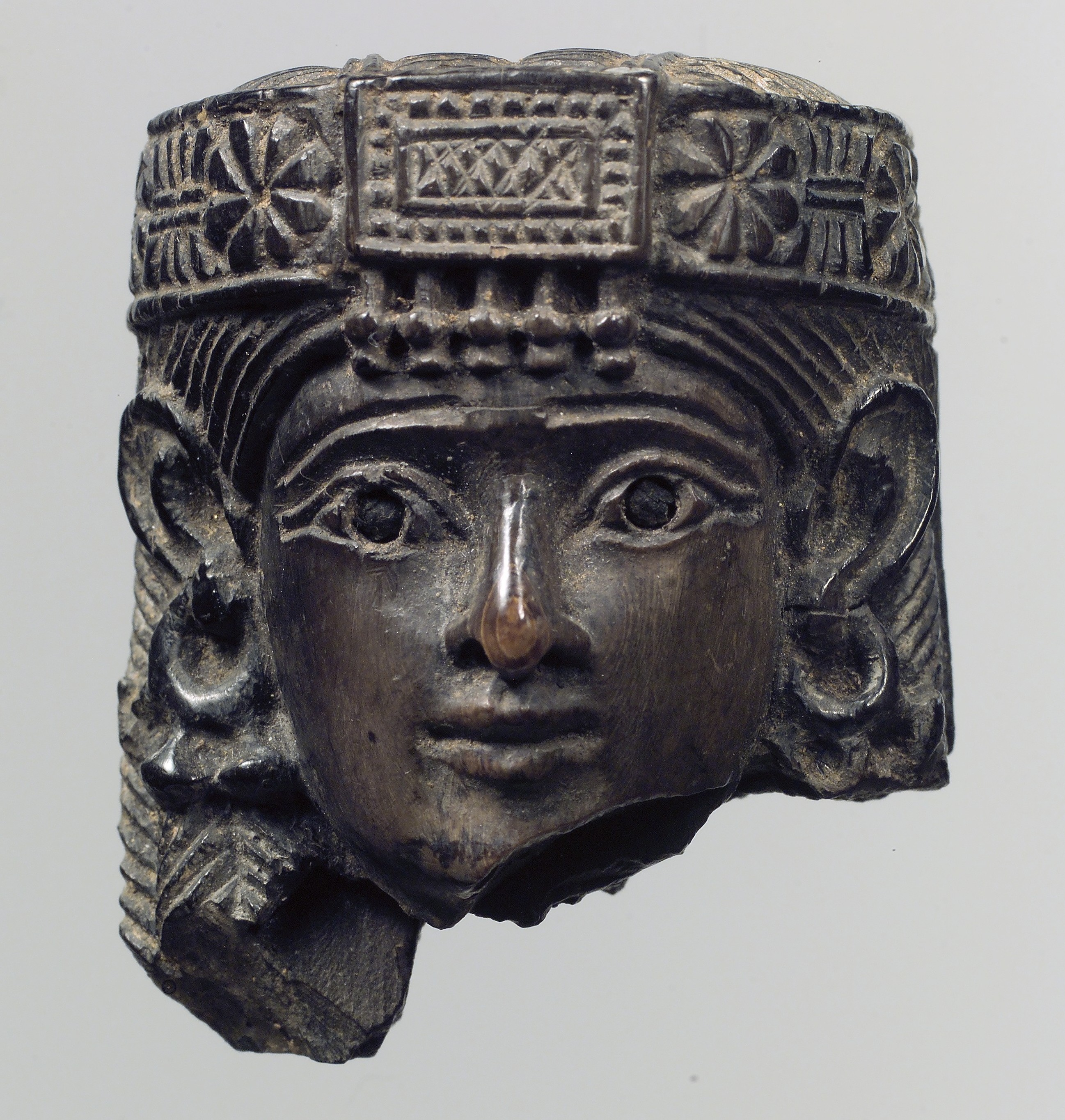
女性頭像。恐らく小さな像の一部。シリア様式。
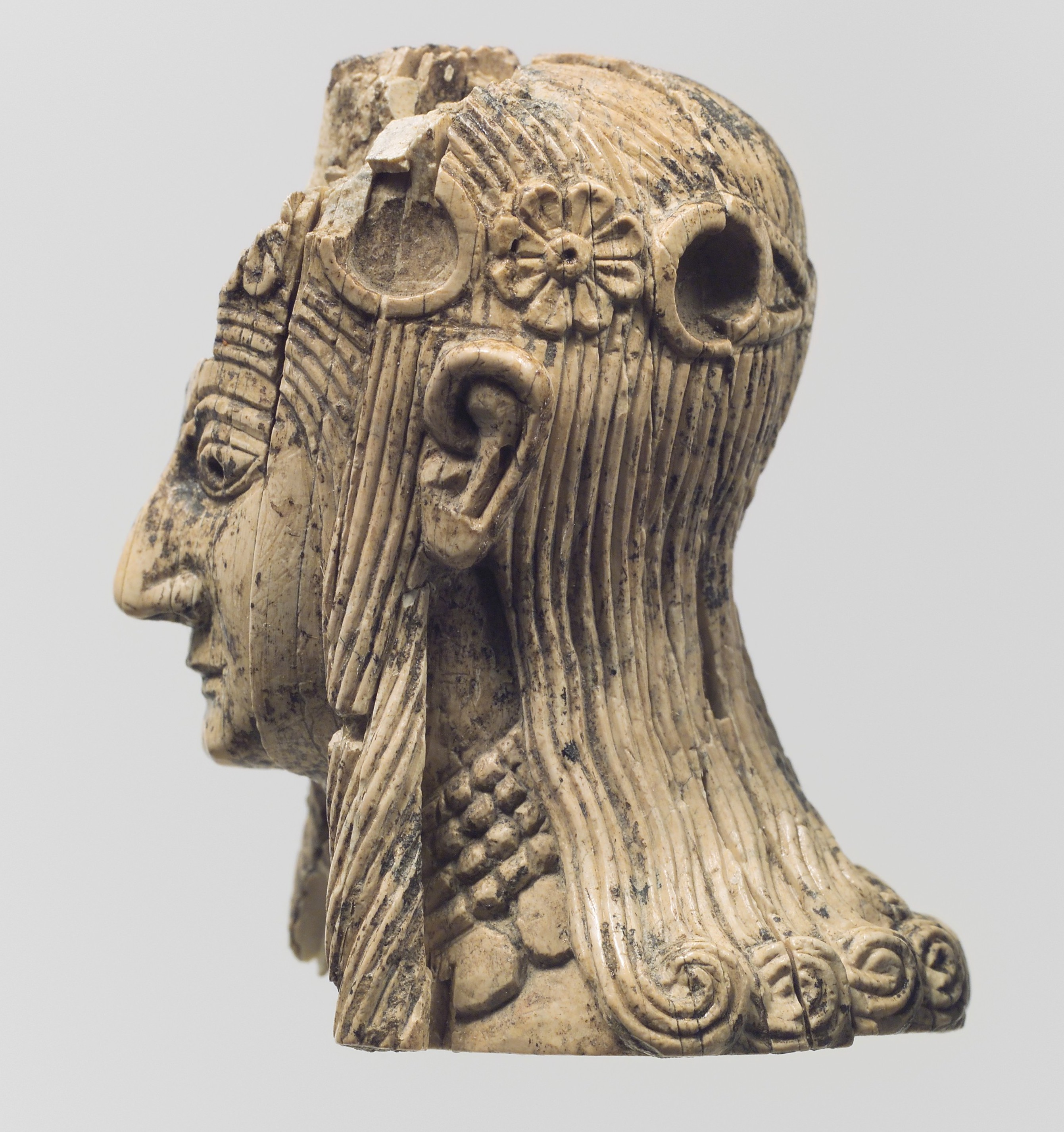
女性頭像。恐らく小さな像の一部。北シリア様式。
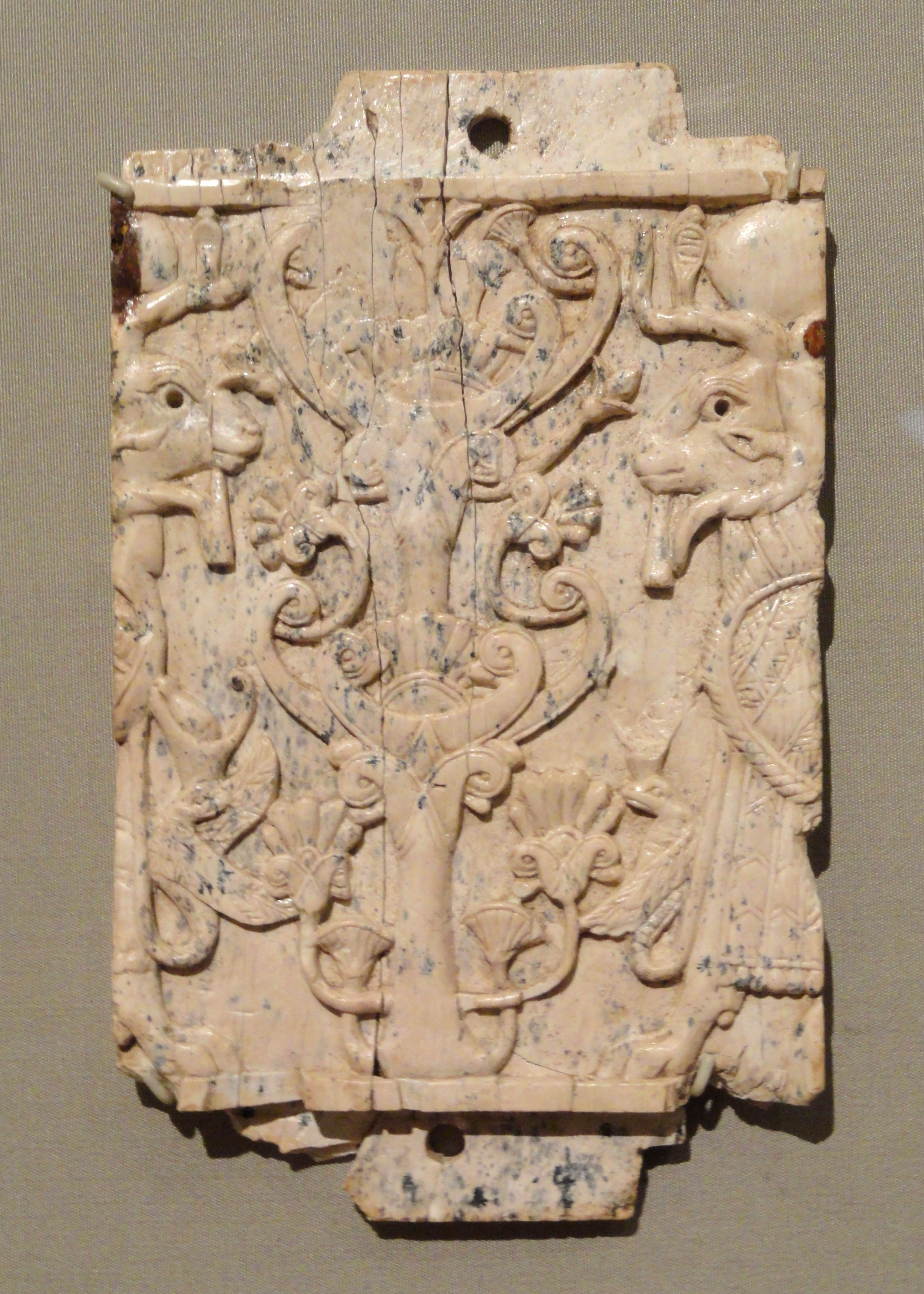
聖なる木と並んで描かれた牡羊の頭を持つスフィンクス。フェニキア製。クリーブランド美術館収蔵。
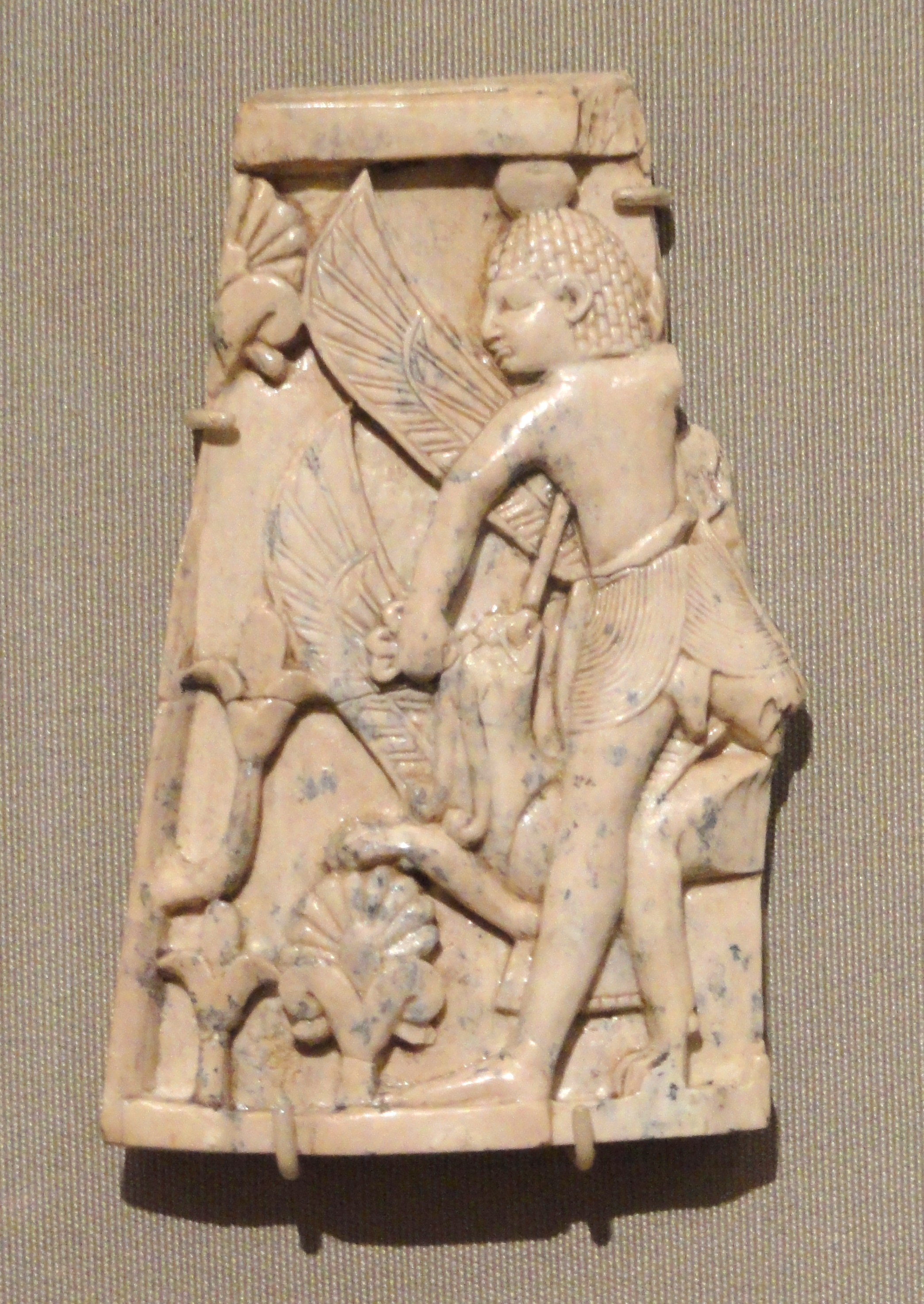
男性とグリフィンの格闘。フェニキア製。クリーブランド美術館収蔵
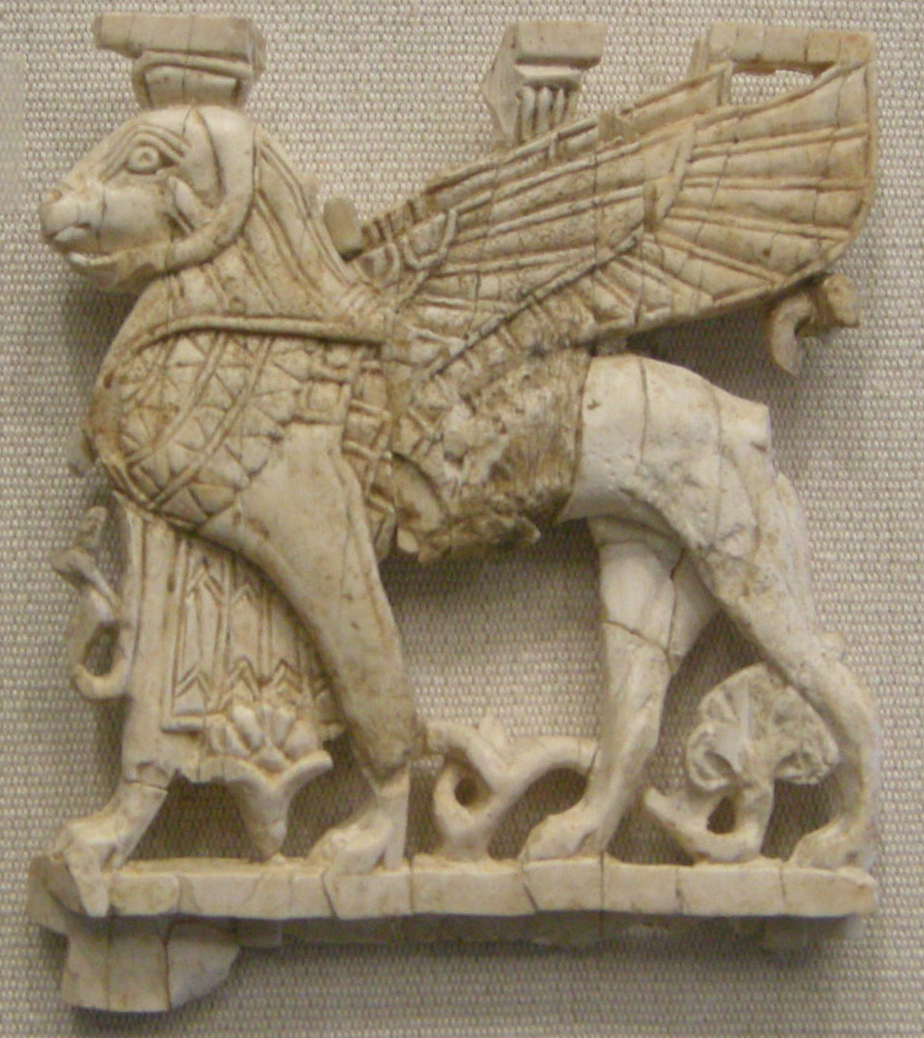
飾り板。前8世紀-前7世紀
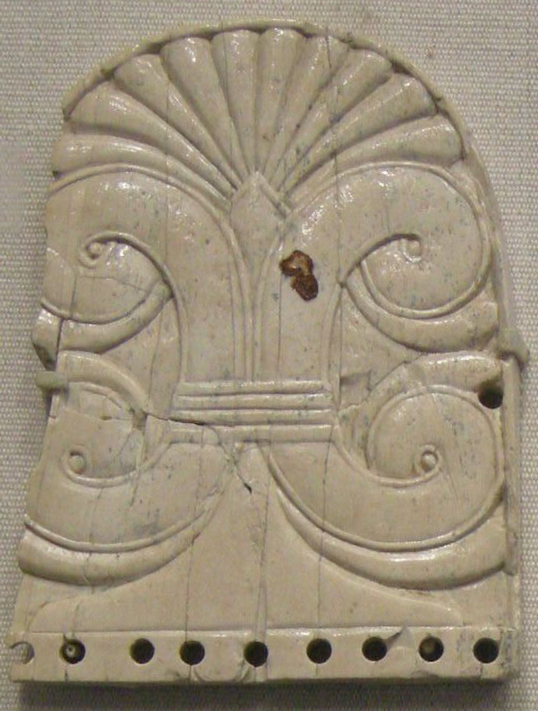
植物のモチーフの飾り板
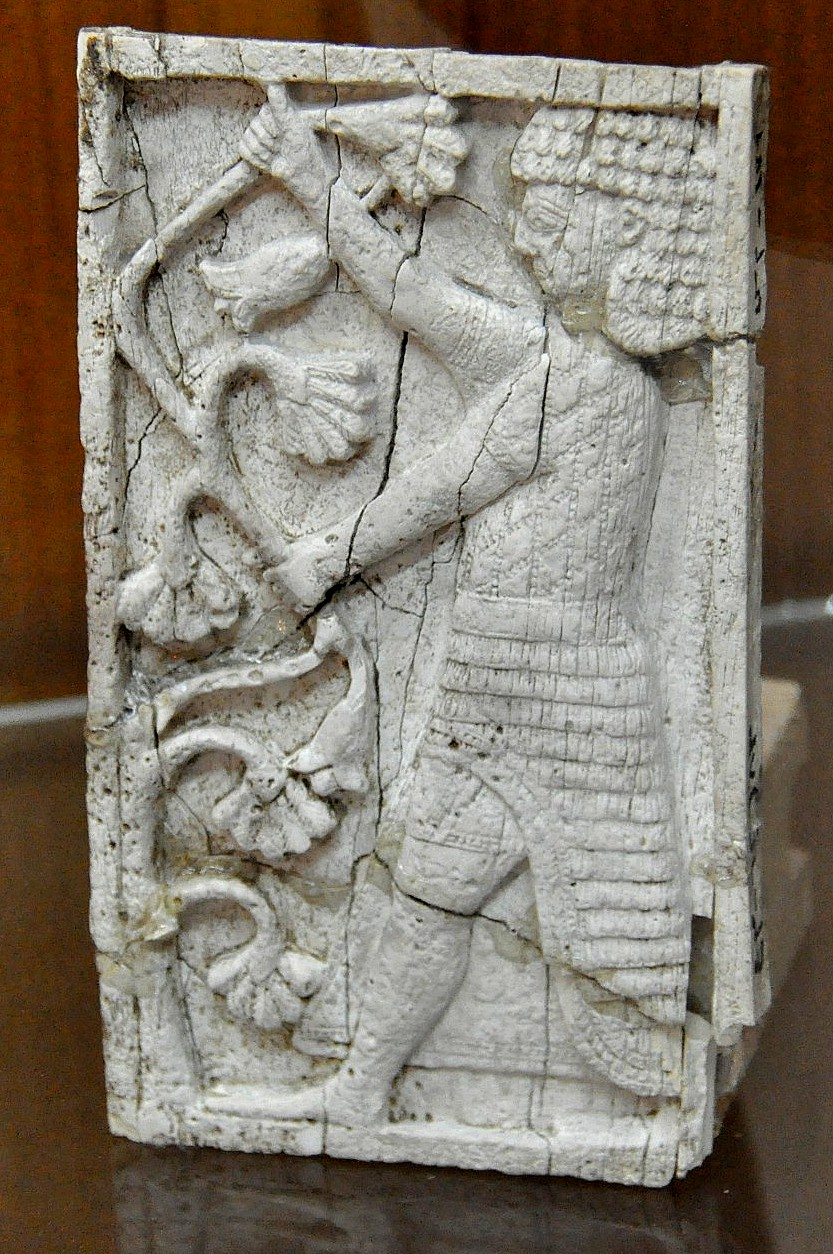
ハスの花の茎を持つ男性立像
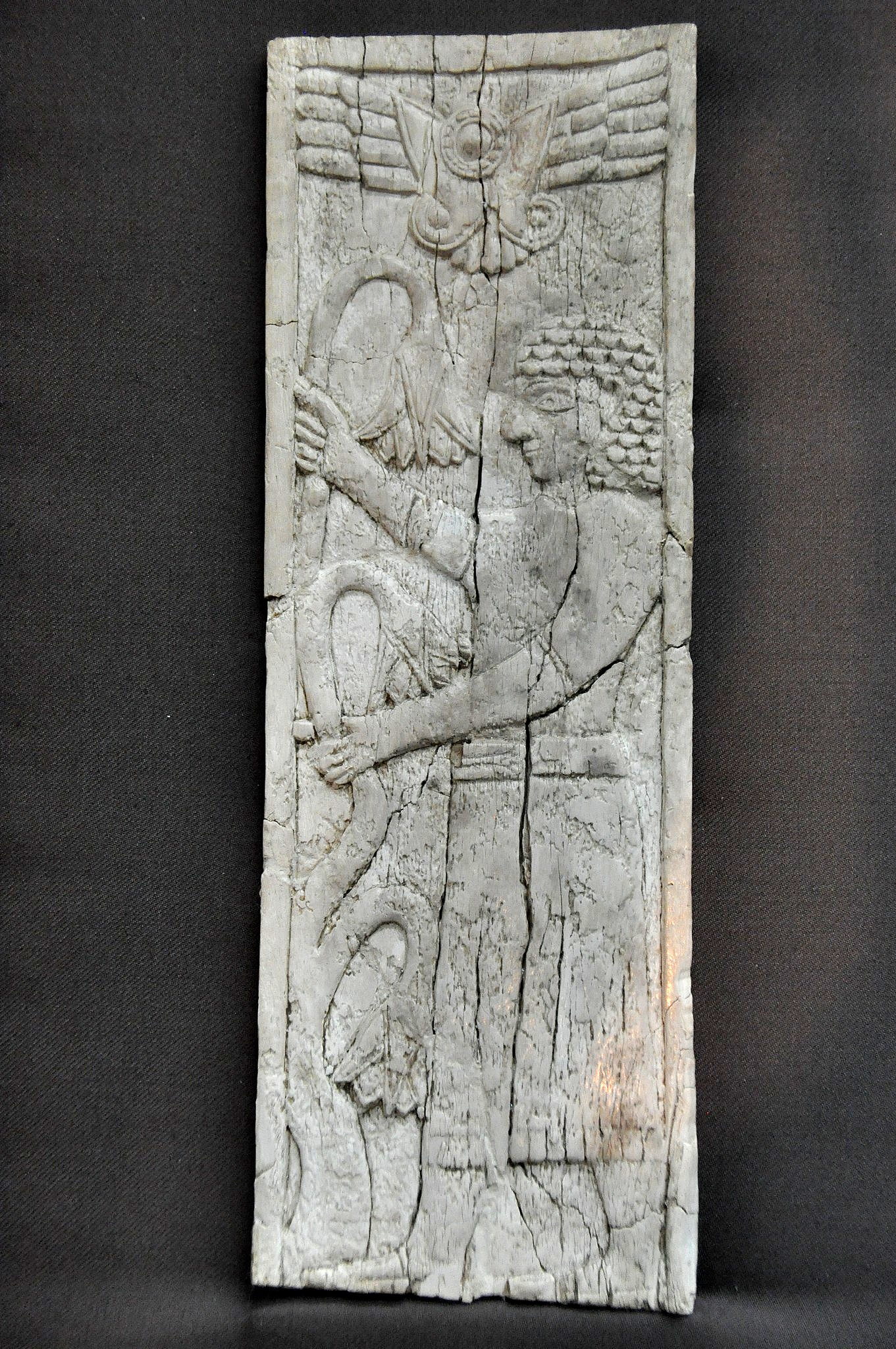
ハスの花の茎を持つ男性立像。有翼の円盤が上部に描かれている。
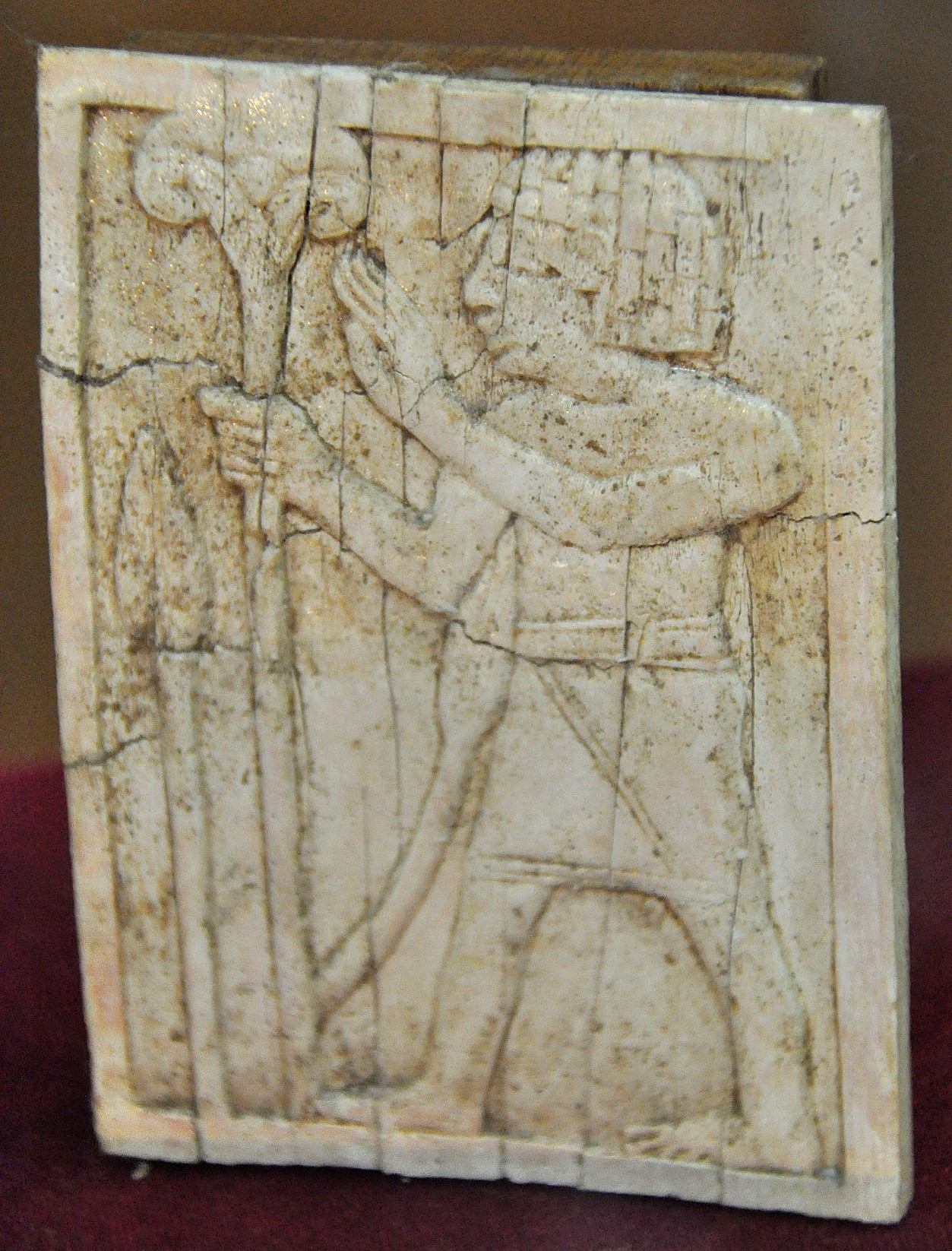
ハスの花の茎を持つ男性立像。
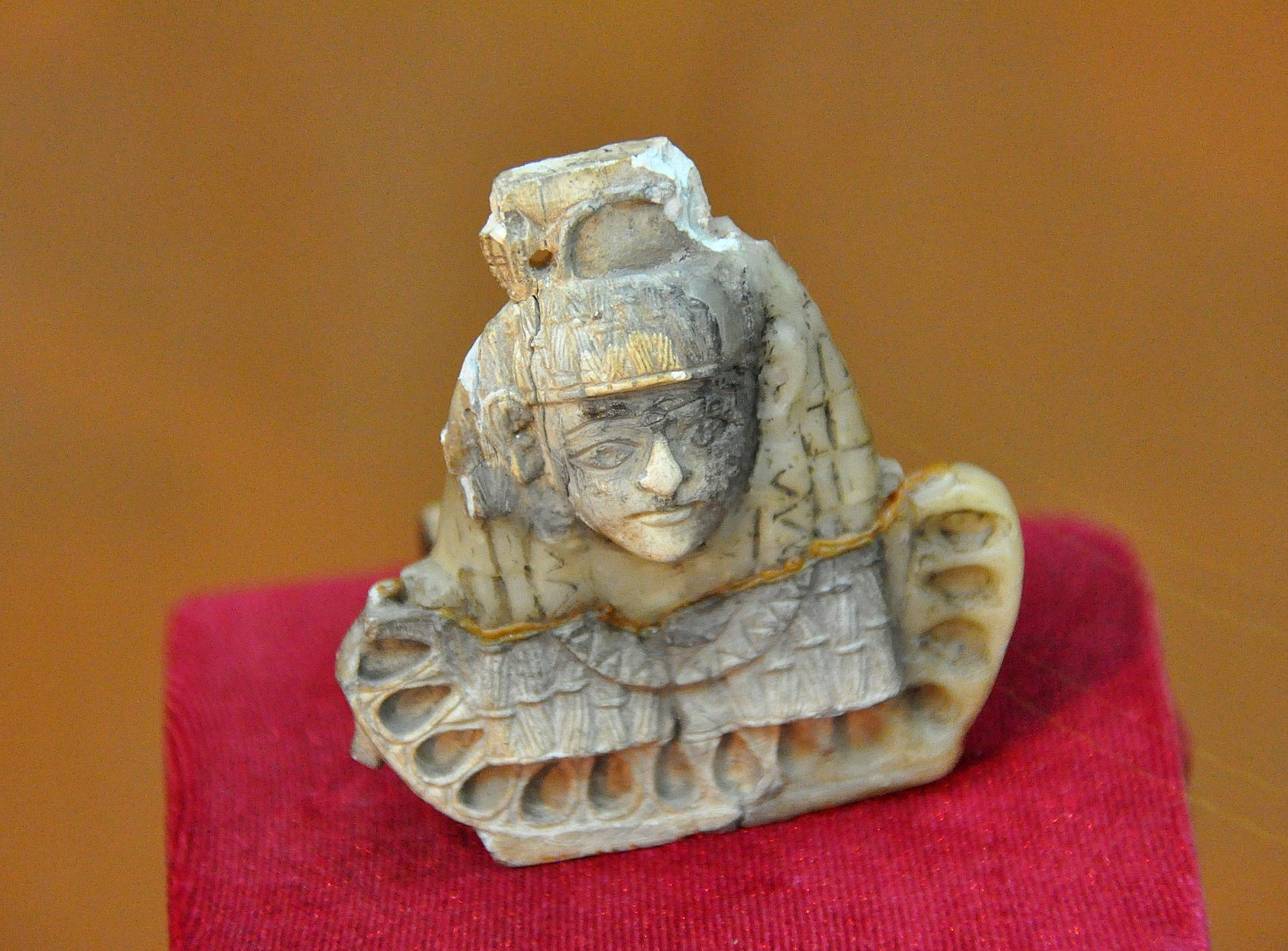
象牙を削って作られたエジプト人女性像。

## カナン語とアラム語の碑文

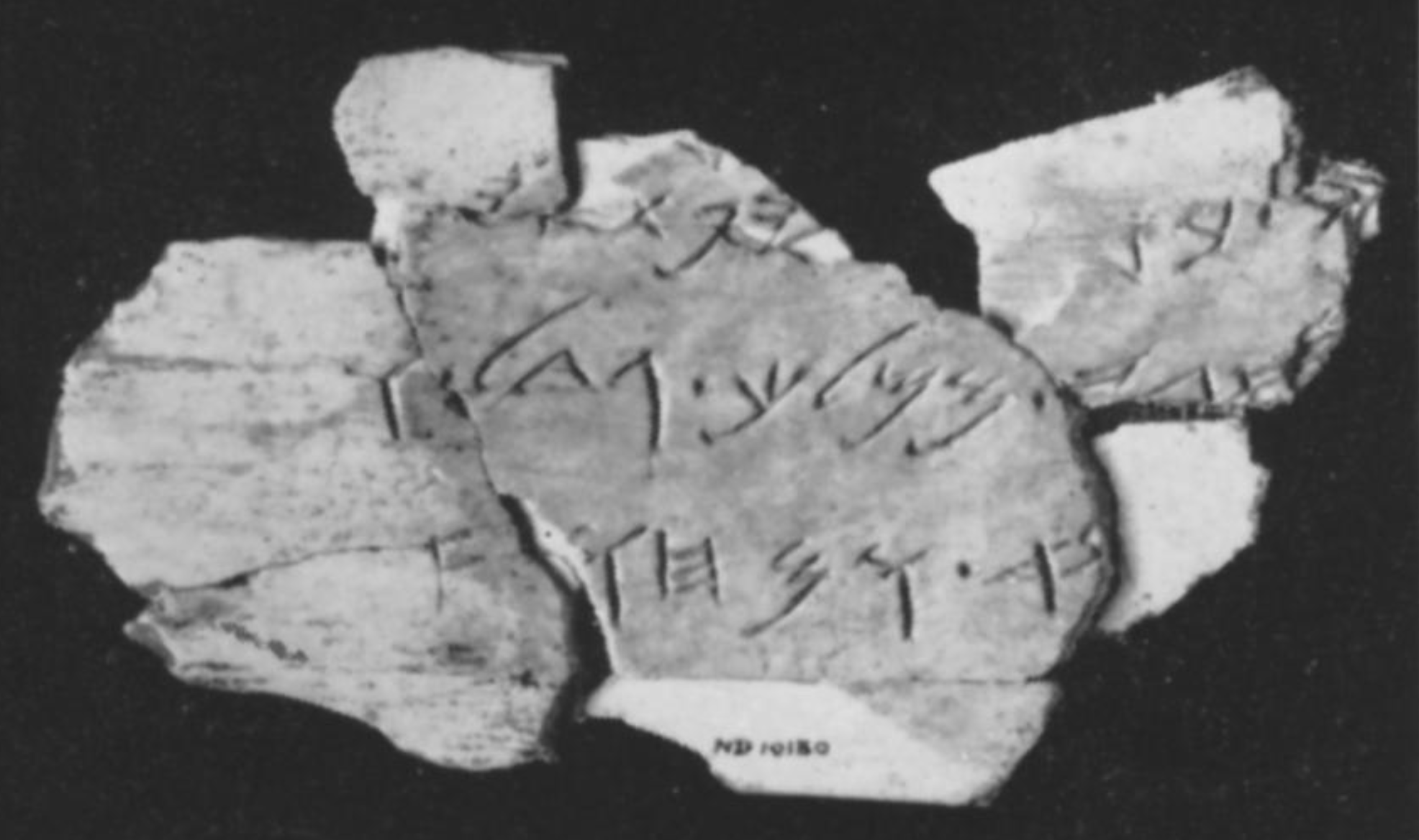
ND 10150。ニムルドの象牙製品のコレクションから見つかった最も詳細なカナン語とアラム語の碑文。

複数の象牙製品にカナン語とアラム語の碑文群が見つかっている。いくつかの単語からなるものが少数あるが、多くは単独の文字だけである。これらのうちいくつかは19世紀半ばにレヤードとロフタスによって発見されたものであり（特に、「Milki-ram " [lmlkrm]の財産」と刻まれたノブ（knob）がある）、より多くは1961年にマローワンとオーツ（Oates）によって発見されたものである。後者のうち最も重要な発見はニムルド南西にある「シャルマネセル要塞（Fort Shalmaneser）」で発掘されたものである。1962年にアラン・ミラードはこれらの碑文を公刊した。「ND」というコードは"Nimrud Documents"の頭文字から取られた標準発掘コードである。
- ND 10151 - 3文字刻まれた9センチのラベル。
- ND 10359 - ハーネスの一部であった三角形の飾り板。3文字刻まれている。
- ND 8184 - a curved strip, with six letters, and further smaller fragments
- ND 10150 - 湾曲した9 x 5センチメートルの断片。3行の断片的なテキストがある。ギブソン（Gibson）が出版したTextbook of Syrian Semitic Inscriptionsに従ってTSSI I 6というコードでも知られる。
- ND 10304 - グリフォンと共に5文字刻まれている。
- ND 10303 - グリフォンと共に3文字刻まれている。

これらはアルスラーン・タシュの象牙製品やウルの箱の碑文とも比較されてきた。ニムルドで発見された象牙製品のある断片はハザエル（Hazael）という名前を帯びている。これは恐らく聖書で言及されるハザエル王である。

## コレクション

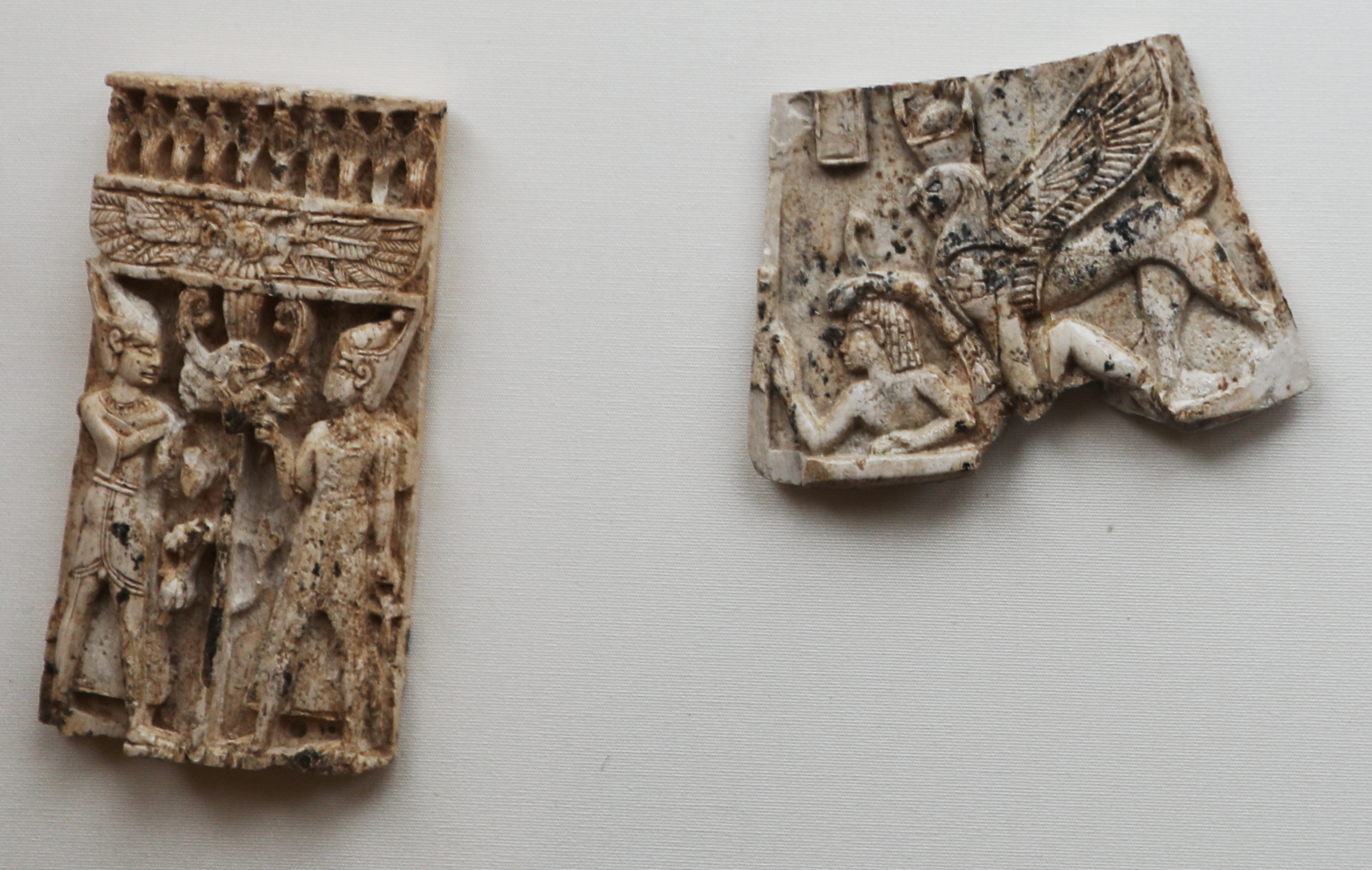
バーミンガム美術館にある象牙製品のコレクション2点。

ニムルドで発見された象牙製品は世界各地の複数の機関によって保有されている。
- イギリス、ロンドンの大英博物館。マローワンが発見した6000点。これはかつてイギリス・イラク研究所が保有していたものであり、他の発掘によって発見されたものも同様である。
- バーミンガム美術館。イギリス・イラク考古学学校から取得した28点[18]。
- イラク、バグダードのイラク国立博物館
- イラク、クルディスターンのスレイマニヤ博物館（英語版）。この博物館にはマックス・マローワン卿によって発掘された約30点の象牙製品が収蔵されている。これら全てが2つの大きなケース内で展示されている。
- ニューヨーク、メトロポリタン美術館
- クリーブランド美術館
- イラク、クルディスターン。エルビル文明博物館（英語版）。この博物館には3点が収蔵されている。これらも1949年から1963年にかけてマックス・マローワン卿によって発掘されたものである。全ての飾り板がこの博物館のHall 2で展示されている。
- オーストラリア、メルボルン大学。マローワンによって発掘された3点が収蔵されている[19]
- サンフランシスコ、California Palace of the Legion of Honor。1グループの象牙製品を保有している[20]

## カタログ
ニムルドの象牙製品は学術カタログのシリーズとして公刊されている。その多くがイギリス・イラク研究所（BISI）でオンラインで無料公開されている：リンク.

## 読書案内
- Crawford, Vaughn E. (1980). Assyrian reliefs and ivories in the Metropolitan Museum of Art: palace reliefs of Assurnasirpal II and ivory carvings from Nimrud. New York: The Metropolitan Museum of Art. ISBN 0870992600